# Bourbon Kid
Bourbon Kid este o serie horror/thriller scrisă de către un autor anonim. Seria a început cu primul volum Cartea fără nume, care a fost publicată original în anul 2000 în Ten Speed Press, dar a fost republicată prin Michael O'Mara Books. Cărțile au în prim plan pe ucigașul în serie supranatural cunoscut doar ca și "Bourbon Kid". Prima carte în serie a fost inițial scrisă ca și aparținând genului western, dar autorul a ales să schimbe atmosfera odată ce scria, astfel actiunea se petrece în prezent, cuprinzând mai multe genuri.
Seria Bourbon Kid a fost publicată în mai multe limbi, inclusiv Spaniolă, Franceză, Germană, Engleză și Română. Până în prezent s-a vândut în peste 2 milioane de copii.

## Background
Primul volum Cartea fără nume a fost publicat pe internet din cauza lipsei interesului din partea editorilor, motivul a fost faptul că volumul nu se încadra în niciun gen, specific. Acesta sărind de la o carte western, la una cu vampiri, la melodramă, filozofie și thriller. Astfel autorul chiar spune că el a refuzat să precizeze un gen în care să se încadreze cartea.  Într-un interviu cu L'Express autorul menționează că în timpul procesului de scriere a celei de a patra cărți din serie, intitulată A patra Moarte s-a oprit, deoarece găsea scrisul neplăcut. Cartea a fost publicată de Michael O'Mara Books ca și Cartea Morților.

## Sinopsis
Premisa seriei se contcentrează pe antieroul Bourbon Kid, un adolescent care e transformat într-un criminal în serie supranatural, după ce bea o băutură vrăjită. Cum seria progresează, el devine vânat de diferite grupuri de oameni, vampiri, vârcolaci, zombi, și să găsească un mod de a le opri planurile malefice.

## Adaptarea filmului
În 2011 a fost anunțat că drepturile seriei au fost cumpărate de către Don Murphy, cu intenția de a face un film din serie. A fost mai târziu anunțat în Iulie 2012, că seria este acum în proces cu Fox Television Stdios pentru a deveni un serial tv intitulat Pulp.